# Подкопай, Иван Яковлевич

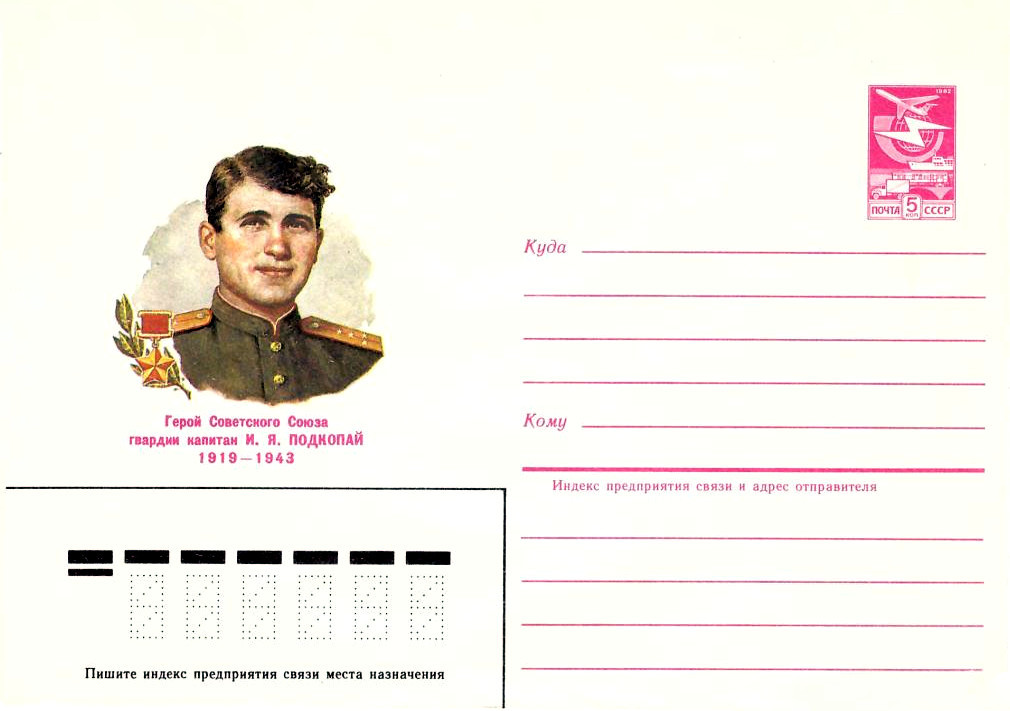
Художественный маркированный конверт с изображением Героя Советского Союза гвардии капитана И. Я. Подкопай, 1985 год

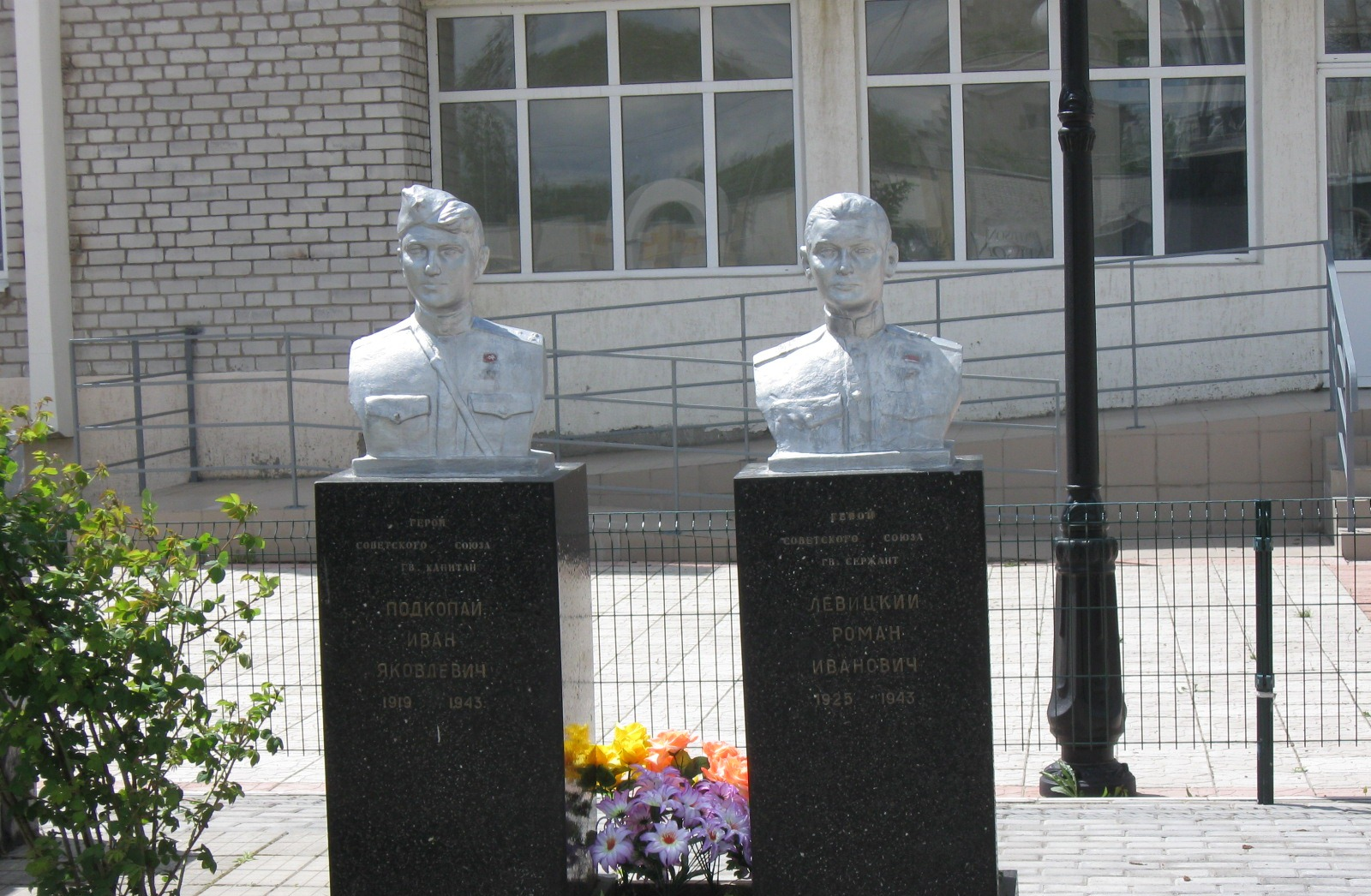
Бюсты героям Левицкому и Подкопаю возле посёлкового совета Безлюдовской общины. Объект культурного наследия Украины

Иван Яковлевич Подкопай (1919 — 10 декабря 1943) — командир роты автоматчиков 39-го гвардейского стрелкового полка (13-я гвардейская стрелковая дивизия, 5-я гвардейская армия, Степной фронт), гвардии капитан. Герой Советского Союза (1944).

## Биография
Родился в 1919 году в селе Безлюдовка, ныне посёлок городского типа Харьковского района Харьковской области Украины, в семье крестьянина. Украинец. Образование неполное среднее. Работал в колхозе.

## Боевой путь
В Красной Армии с 1939 года. На фронте в Великую Отечественную войну с августа 1941 года. В составе 6-й воздушно-десантной бригады 3-го воздушно-десантного корпуса в августе 1941 года участвовал в боях под Киевом. В сентябре 1941 года корпус был переброшен под Конотоп (Сумская область), вошёл в состав 40-й армии Юго-Западного фронта и вёл оборонительные бои на реке Сейм. В последующем части корпуса с боями отходили в направлении Курска, попали в окружение. После выхода из окружения в ноябре 1941 года 3-й воздушно-десантный корпус был переформирован в 87-ю стрелковую дивизию, а 6-я воздушно-десантная бригада — в 96-й стрелковый полк. Дивизия вела боевые действия в районе города Тим (80 километров юго-восточнее Курска). За мужество и стойкость, проявленные в этих боях, приказом Верховного Главнокомандующего от 19 января 1942 года 87-я стрелковая дивизия была преобразована в 13-ю гвардейскую стрелковую дивизию, 96-й стрелковый полк был преобразован в 39-й гвардейский стрелковый полк.
В марте — июле 1942 года дивизия составе войск 38-й армии (с 20 апреля — 28-й армии) Юго-Западного фронта вела тяжёлые оборонительные и наступательные бои на харьковском и валуйско-россошанском направлениях, а также в большой излучине Дона. В критический момент боёв за Сталинград 14 сентября 1942 года, когда немецко-фашистские войска вышли к Волге, и 2-я армия оказалась отрезанной от 64-й армии, 13-я гвардейская стрелковая дивизия генерал-майора А. И. Родимцева была переброшена из Резерва Ставки на её усиление. После переправы через Волгу дивизия с ходу контратаковала противника и выбила его из центра города, а 16 сентября и с Мамаева кургана.
В этих боях за Сталинград командир роты автоматчиков гвардии лейтенант Иван Подкопай неоднократно проявлял образцы мужества и героизма. 23 сентября 1942 года противник вклинился в стык между линиями обороны 34-го и 39-го гвардейских стрелковых полков. Возникла угроза окружения штаба полка. Рота под его командованием стремительной атакой отбросила гитлеровцев, уничтожив при этом около 20 солдат и офицеров врага. В ночь на 1 октября 1942 года противник прорвал оборону 34-го полка и вышел к Волге. Вновь возникла угроза захвата штаба полка. Комендантский взвод вёл бой в 250—300 метрах от командного пункта. На помощь соседям была брошена находящаяся в резерве рота Ивана Подкопая, которая в течение часа восстановила положение, уничтожив при этом 15 и взяв в плен одного гитлеровца. 15 октября во время трудных уличных боёв рота отразила четыре атаки гитлеровцев. 23 ноября 1942 года умело организовал наступление на здание школы по улице Солнечной в Сталинграде. Несмотря на сильный артиллерийский и миномётный огонь рота забросала гранатами находившийся там немецкий гарнизон и выбила его из здания. Пытаясь восстановить положение, противник предпринял несколько контратак, но все они были отражены. 28 января 1943 года при уничтожении окружённой группировки противника в районе завода «Красный Октябрь» рота заняла юго-восточные скаты высоты 107,5 и отразила несколько вражеских атак, уничтожив при этом до 30 вражеских солдат и офицеров. За бои в Сталинграде был награждён орденом Красной Звезды, медалями «За отвагу» и «За боевые заслуги».
После уничтожения гитлеровской группировки в Сталинграде 13-я гвардейская стрелковая дивизия в феврале 1943 года была выведена на пополнение и вернулась на фронт в июле 1943 года, где в составе 5-й гвардейской армии участвовала в Курской битве. В этих боях вновь отличился И. Я. Подкопай.
3 августа 1943 года при прорыве оборонительной полосы противника в районе села Задельное (ныне — Яковлевский район Белгородской области) рота гвардии капитана Ивана Подкопая уничтожила 27 вражеских солдат и одного офицера. 7 августа во время уничтожения окружённых войск противника в районе села Головчино (Грайворонский район Белгородской области) отдельным группам врага удалось просочиться через наши боевые порядки в район командного пункта полка и штаба дивизии. Вместе со своей ротой вступил в бой с неприятелем, разбил просочившиеся группы, уничтожив при этом 93 солдата и одного офицера врага, а 12 офицеров взял в плен. 12 августа 1943 года в бою в районе села Крисино (Харьковская область) подразделение Ивана Подкопая уничтожило до роты пехоты противника. За эти бои был награждён орденом Александра Невского.
В дальнейшем 13-я гвардейская стрелковая дивизия участвовала в освобождении Левобережной Украины. За бои под Полтавой она была удостоена почетного наименования «Полтавской». Затем был освобождён город Кременчуг и 29 сентября войска 5-й гвардейской армии вышли к Днепру. Попытки форсирования реки сходу успеха не имели.

## Подвиг
В ночь на 3 октября 1943 года командир роты автоматчиков 39-го гвардейского стрелкового полка гвардии капитан Иван Подкопай вместе с его подчинёнными под обстрелом врага переправился через Днепр в районе села Власовка (Светловодский район Кировоградской области). Рота сумела продвинуть на 400 метров от береговой черты, но из-за высокой плотности огня противника была вынуждена залечь. Находясь на открытой местности в песках, рота с 3 по 8 октября отразила четыре вражеских контратаки. 8 октября, когда в роте осталось 17 человек, Иван Подкопай внезапной атакой овладел рядом блиндажей и занял окраину леса. Своими действиями он обеспечил переправу батальонов полка без потерь.
Погиб в бою 10 декабря 1943 года. Похоронен в братской могиле в посёлке городского типа Новая Прага Александрийского района Кировоградской области Украины.
Указом Президиума Верховного Совета СССР «О присвоении звания Героя Советского Союза генералам, офицерскому, сержантскому и рядовому составу Красной Армии» от 22 февраля 1944 года за «образцовое выполнение боевых заданий командования при форсировании реки Днепр, развитие боевых успехов на правом берегу реки и проявленные при этом отвагу и геройство» был удостоен посмертно звания Героя Советского Союза.

## Награды и память
Награждён орденами Ленина (22.02.1944, посмертно), Александра Невского (14.09.1943), Красной Звезды, медалями «За отвагу» (28.11.1942) и «За боевые заслуги» (09.10.1942).
Именем Ивана Подкопая названы улицы в поселках Безлюдовка и Новая Прага, а также Безлюдовский юридический лицей. В посёлке Безлюдовка возле поссовета и в юридическом лицее установлены бюсты Подкопаю. Также на здании школы, где он учился, а также на стене дома, где он жил, раньше были мемориальные доски.